# Bjarni Herjólfsson
Bjarni Herjólfsson was een Viking, van wie gezegd wordt dat hij de eerste Europeaan is die Amerika gezien heeft. In de Saga van de Groenlanders wordt verteld hoe hij van de koers raakt in een storm tijdens een tocht van IJsland naar Groenland, en toen een land met groene heuvels ergens in het westen heeft gezien. Bjarni Herjolfsson voer door naar Groenland en vertelde daar over zijn bevindingen, en later ook in IJsland. 
Tien jaar later heeft Leif Eriksson een expeditie opgezet om het nieuwe land in het westen te bezoeken. Hij heeft toen vermoedelijk een nederzetting gesticht. Mogelijk die op de vindplaats L'Anse aux Meadows.
- Library of Congress Control Number: nb2001034238
- Virtual International Authority File: 63512295
- WorldCat: E39PBJk8W9kf7wmFw46ypKrKBP